# WHITE ALBUMのディスコグラフィ
WHITE ALBUMのディスコグラフィ（ホワイト・アルバムのディスコグラフィ）では、キングレコードから発売された、アダルトゲームおよびテレビアニメ『WHITE ALBUM』の関連CDについて記述する。

## キャラクターソング

### 森川由綺

#### WHITE ALBUM
森川由綺の1枚目のシングル。2009年4月1日にキングレコードから発売された。テレビアニメ『WHITE ALBUM』のメインヒロイン・森川由綺のキャラクターソングとして、アニメ内では挿入歌となっている。
1998年発売のゲーム『WHITE ALBUM』のオープニングテーマをカバーしたもので、アーティストは異なる。2010年発売のゲーム『WHITE ALBUM2 -introductory chapter-』でも劇中歌として使用されている。カップリングには、アニメの舞台となっている1986年にヒットした中山美穂の「ツイてるねノッてるね」をカバーして収録。
『WHITE ALBUM』のもう1人のヒロイン・緒方理奈（CV：水樹奈々）のシングル「SOUND OF DESTINY」も1週間遅れてリリースされた。アニメ本編ではEPレコードであるために紙ジャケットになっているが、本CDも初回生産分では紙ジャケット仕様となっている。初回限定盤には由綺が描かれた特製ブロマイドが封入された。
収録曲
1. WHITE ALBUM [4:39]
作詞：須谷尚子、作曲：石川真也、編曲：石川真也・松岡純也
2. ツイてるねノッてるね [3:43]
作詞：松本隆、作曲：筒美京平、編曲：藤間仁（Elements Garden）
3. WHITE ALBUM off Vocals
4. ツイてるねノッてるね off Vocals

#### 恋色空
森川由綺の2枚目のシングル。2010年1月1日に発売された。『WHITE ALBUM』のもう1人のヒロイン・緒方理奈（CV：水樹奈々）のシングルで、「POWDER SNOW」と同時リリースされた。EPで発売されたアニメの舞台となっている1986年当時を彷彿させるために、本作は初回限定盤に限り紙ジャケット仕様となっている。初回限定盤には特製ブロマイドが封入された。
表題曲「恋色空」はアニメ内で、森川由綺の曲として新しく発売されたシングルという設定である。また挿入歌としても用いられている。作品の舞台となっている1986年にヒットした斉藤由貴の「悲しみよこんにちは」をカバーしたものが、カップリングとして収録されている。
収録曲
1. 恋色空 [6:33]
作詞：Bee'、作曲・編曲：藤間仁（Elements Garden）
2. 悲しみよこんにちは [3:56]
作詞：森雪之丞、作曲：玉置浩二、編曲：藤間仁（Elements Garden）
3. 恋色空 off Vocals
4. 悲しみよこんにちは off Vocals

収録アルバム
| 曲名   | アルバム                                          | 発売日        | 備考                                         |
| ------ | ------------------------------------------------- | ------------- | -------------------------------------------- |
| 恋色空 | 『WHITE ALBUM Character Song Best & Sound Track』 | 2010年3月24日 | キャラクターソングアルバム＆サウンドトラック |

### 緒方理奈

#### SOUND OF DESTINY
緒方理奈の1枚目のシングル。2009年4月8日に発売された。緒方理奈役の水樹奈々がテレビアニメ『WHITE ALBUM』のキャラクターソングとしてリリースした1stシングル。アニメ内ではテレビアニメ『WHITE ALBUM』のヒロイン・緒方理奈の曲という設定になっており、挿入歌として何度か流れている。
表題曲「SOUND OF DESTINY」は、1998年発売のゲーム『WHITE ALBUM』の挿入歌をカバーしたもので、アーティストが異なる。2010年発売の『WHITE ALBUM2 -introductory chapter-』でも劇中歌として使用されている。
この曲がリリースされる1週間前に、『WHITE ALBUM』のもう1人のヒロイン・森川由綺（CV：平野綾）のシングル「WHITE ALBUM」もリリースされた。
アニメ本編ではEPレコードであるために紙ジャケットになっているが、本CDも初回生産分では紙ジャケット仕様となっている。ただし、紙の素材はボール紙となっている。ディスクのレーベル面には、8cmCDサイズのイラストがプリントされている。
収録曲
1. SOUND OF DESTINY [4:57]
作詞：須谷尚子、作曲：中上和英、編曲：中上和英・松岡純也
2. ガラスの華 [4:24]
作詞：有里泉美、作曲・編曲：藤間仁（Elements Garden）
3. SOUND OF DESTINY （off Vocals）
4. ガラスの華 （off Vocals）

収録アルバム
| 曲名             | アルバム                                          | 発売日        | 備考                                         |
| ---------------- | ------------------------------------------------- | ------------- | -------------------------------------------- |
| SOUND OF DESTINY | 『WHITE ALBUM Character Song Best & Sound Track』 | 2010年3月24日 | キャラクターソングアルバム＆サウンドトラック |

#### POWDER SNOW
緒方理奈の2枚目のシングル。2010年1月1日に発売された。テレビアニメ『WHITE ALBUM』に登場するヒロイン・緒方理奈（CV：水樹奈々）のキャラクターソングを収録した2作目のシングル。
元々のオリジナルである1998年発売のPC用ゲーム『WHITE ALBUM』のエンディングテーマとは、楽曲は一緒だがアーティストが異なる（オリジナルはAKKOが担当）。「POWDER SNOW」はアニメ内で、挿入歌としても用いられている。作品の舞台となっている1986年にヒットした本田美奈子.の「1986年のマリリン」をカバーし、カップリングとして収録。
『WHITE ALBUM』のもう1人のヒロイン・森川由綺（CV：平野綾）のシングル『恋色空』と同時リリース。EPで発売していた1986年当時を彷彿させる為に本CDは初回生産分に限り紙ジャケット仕様となっている。
収録曲
（全編曲：藤田淳平）
1. POWDER SNOW [5:05]
作詞：須谷尚子、作曲：下川直哉
2. 1986年のマリリン [3:57]
作詞：秋元康、作曲：筒美京平
3. POWDER SNOW（off Vocals）
4. 1986年のマリリン（off Vocals）

収録アルバム
| 曲名             | アルバム                                                        | 発売日         | 備考                                          |
| ---------------- | --------------------------------------------------------------- | -------------- | --------------------------------------------- |
| POWDER SNOW      | 『WHITE ALBUM Character Song Best & Sound Track』               | 2010年3月24日  | キャラクターソングアルバム＆サウンドトラック  |
| 1986年のマリリン | 『筒美京平 Hitstory Ultimate Collection 1967-1997 2013Edition』 | 2013年12月25日 | 筒美京平作曲作品アンソロジーアルバム（9枚組） |

## サウンドステージ
2010年1月27日からキングレコードより発売された一連のアルバムシリーズ。テレビアニメ『WHITE ALBUM』のドラマCDおよびキャラクターソングを収録したシリーズ。全2タイトル。2010年1月27日から2010年2月24日にリリースされている。物語の内容に合わせて、キャラクターソングを3曲ずつ収録している。
ジャケットは、キャラクターデザインの吉成鋼描き下ろし。プロデュースは主題歌と同じく、三嶋章夫が担当している。同じく三嶋が担当している『魔法少女リリカルなのは』シリーズのドラマCDと同じく「サウンドステージ」の名が付けられている。

### リリース一覧

#### 01
2010年1月27日発売。内容は本編の前の1986年初夏、由綺がタレント活動を始めたばかりの頃の冬弥や由綺、理奈などの様子を描く。
由綺メインのストーリーと、冬弥メインのストーリーが交互に収録されている。このCDオリジナルキャラクターとして、野宮友枝が登場する。桜団のキャラクターソングは、桜団1（室町文子）と2（洞院沙莉衣）、5、7のみの参加で、その他の桜団を演じた声優は歌っていない。なお、由綺と理奈以外のキャラクターのキャラクターソングが発売されるのは今作が初である。
収録曲
1. ドラマ「プロローグ」 [5:49]
2. RED ORPHEUS 〜赤の神話〜 [3:44]
歌：緒方理奈（水樹奈々）
作詞：好麻鶴見、作曲：h・s・m、編曲：安井歩
3. ドラマ「由綺 I」 [6:37]
4. ドラマ「冬弥 I」 [10:35]
5. ドラマ「由綺 II」 [10:10]
6. 桜の花の舞う丘で [3:25]
歌：桜団（矢野明日香、木村はるか、高本めぐみ、升望）
作詞：良向美香、作曲：N・D・O、編曲：福田康文
7. ドラマ「由綺 III」 [10:11]
8. ドラマ「冬弥 II」 [7:27]
9. ドラマ「由綺 IV」 [6:58]
10. CALL FROM EVE [4:04]
歌：緒方理奈（水樹奈々）
作詞：好麻鶴見、作曲・編曲：中條美沙
11. ドラマ「エピローグ」 [1:58]

キャスト
- 藤井冬弥：前野智昭
- 森川由綺：平野綾
- 緒方理奈：水樹奈々
- 澤倉美咲：高本めぐみ
- 河島はるか：升望
- 篠塚弥生：朴璐美
- 七瀬彰：阪口大助
- 野宮友枝：小川ちひろ
- サリー：木村はるか
- 平良木：平勝伊
- 編集者：増岡太郎
- 司会者：上田燿司
- 制作デスク：渡辺明乃
- パーソナリティ：ヤスヒロ
- ディレクター：千葉聡司
- 緒方英二：速水奨

#### 02
2010年2月24日発売。前作の続編。前作に引き続き、オリジナルキャラクターの野宮友枝が登場する。
収録曲
1. ドラマ「ステーキハウス "Rio Malo" I」 [13:02]
2. ドラマ「夕凪大学中庭」 [5:46]
3. 弾丸少女 [4:34]
歌：緒方理奈（水樹奈々）
作詞：良向美香、作曲：N・D・O、編曲：安井歩
曲名の読みは「だんがんミューズ」
4. ドラマ「スタジオ"Tri-Sad"」 [12:03]
5. ドラマ「某喫茶店」 [7:03]
6. ルック・オブ・ダーティ・ラブ [3:39]
歌：松山めのう（宍戸留美）
作詞：好麻鶴見、作曲：N・D・O、編曲：福田康文
7. ドラマ「夕凪セントラルロード」 [6:51]
8. ドラマ「ステーキハウス "Rio Malo" II」 [8:12]
9. ドラマ「某マンション前」 [5:07]
10. 灯トワイライト [3:30]
歌：森川由綺（平野綾）
作詞：好麻鶴見、作曲・編曲：中條美沙
11. ドラマ「WHITE ALBUM」 [0:53]

キャスト
- 藤井冬弥：前野智昭
- 森川由綺：平野綾
- 緒方理奈：水樹奈々
- 澤倉美咲：高本めぐみ
- 河島はるか：升望
- 篠塚弥生：朴璐美
- 観月マナ：戸松遥
- 七瀬彰：阪口大助
- 野宮友枝：小川ちひろ
- 制作デスク：渡辺明乃
- 司会者：坂巻学
- 交通情報の声：中根久美子
- 男子学生：小林康介
- 男子学生：畠山孝雄
- 男子学生：原一夫
- 男子学生：木村圭太
- 女子大生：中井りか
- 女子大生：堀江真生子
- 緒方英二：速水奨

## コンピレーションアルバム
テレビアニメ『WHITE ALBUM』のコンピレーション・アルバム。2010年3月24日に発売された。2枚組で、ディスク1には作中で使用されたBGM、ディスク2にはテレビアニメ前期・後期の各オープニングテーマとエンディングテーマ、作中で使われた由綺と理奈の挿入歌（キャラクターソング）、めのうの新曲が収録されている。「WHITE ALBUM」と「POWDER SNOW」は作中で使用されたライブバージョンを収録。「POWDER SNOW」は由綺と理奈によるバージョンも収録されている。ジャケットは、キャラクターデザイン吉成鋼描き下ろし。
収録曲
ディスク1
1. 冬 [3:10]
2. 冬II [2:26]
3. レクイエム [2:03]
4. ねじれ〜絡まる [2:23]
5. ねじれ〜絡まるII [1:21]
6. 回想 [1:40]
7. 英二ギターソロ [1:23]
8. 冬弥〜夜行 [2:26]
9. 理奈〜傾斜 [1:57]
10. 理奈〜傾斜II [1:33]
11. 由綺 [2:34]
12. 由綺II [2:25]
13. 美咲 [1:58]
14. はるか [1:38]
15. 弥生 [1:43]
16. マナ [1:44]
17. 英二 [2:06]
18. 彰〜夕凪大学 [2:10]
19. 桜団登場 [2:00]
20. SOUND OF DESTINY イントロロングバージョン [1:06]
21. 仕掛けられた罠 [2:27]
22. 瑰（たま） [1:26]
23. 静證 [1:52]
24. 恋色空 ハイテクニックインストバージョン [3:15]
25. 「明星音楽祭（ヴィーナス）」オープニングファンファーレ [0:24]
26. 月影 [2:03]
27. めのう [2:07]
28. めのうII [1:50]
29. 喫茶エコーズ [3:37]
30. 店内BGM1 [2:14]
31. 店内BGM2  [2:20]

ディスク2
1. 深愛（TV SIZE） [1:45]
歌：水樹奈々
作詞：水樹奈々、作曲：上松範康（Elements Garden）、編曲：藤間仁（Elements Garden）
前期オープニングテーマ
2. 夢幻（TV SIZE） [1:43]
歌：水樹奈々
作詞：水樹奈々、作曲：上松範康（Elements Garden）、編曲：藤田淳平（Elements Garden）
後期オープニングテーマ
3. WHITE ALBUM（Live Ver.） [7:35]
歌：森川由綺（CV：平野綾）
作詞：須谷尚子、作曲：石川真也、編曲：藤田淳平（Elements Garden）
挿入歌
4. SOUND OF DESTINY [4:57]
歌：緒方理奈（CV：水樹奈々）
作詞：須谷尚子、作曲：中上和英、編曲：中上和英、松岡純也
挿入歌
5. 恋色空 [6:35]
歌：森川由綺（CV：平野綾）
作詞：Bee'、作曲・編曲：藤間仁（Elements Garden）
挿入歌
6. POWDER SNOW（Live Ver.） [7:28]
歌：森川由綺（CV：平野綾）＆緒方理奈（CV：水樹奈々）
作詞：須谷尚子、作曲：下川直哉、藤間仁（Elements Garden）、編曲：藤田淳平（Elements Garden）
第26話挿入歌
7. シークレットカオス [3:03]
歌：松山めのう（CV：宍戸留美）
作詞：有里泉美、作曲・編曲：藤田淳平（Elements Garden）
挿入歌
8. POWDER SNOW（YUKI&RINA Ver.） [5:27]
歌：森川由綺（CV：平野綾）&緒方理奈（CV：水樹奈々）
作詞：須谷尚子、作曲：下川直哉、編曲：藤田淳平（Elements Garden）
第26話挿入歌
9. 舞い落ちる雪のように（TV SIZE） [1:41]
歌：Suara
作詞：須谷尚子、作曲・編曲：衣笠道雄
前期エンディングテーマ
10. 赤い糸（TV SIZE） [1:44]
歌：Suara
作詞：須谷尚子、作曲・編曲：松岡純也
後期エンディングテーマ